# Puy-Malsignat
Puy-Malsignat é uma comuna francesa na região administrativa da Nova Aquitânia, no departamento de Creuse. Estende-se por uma área de 12,61 km². Em 2010 a comuna tinha 155 habitantes (densidade: 12,3 hab./km²).